# Cantó de Bondy
El cantó de Bondy és un cantó francès del departament del Sena Saint-Denis, dividit entre el districte de Bobigny i el districte de Le Raincy. Creat amb la reorganització cantonal del 2015.

## Municipis
- Bobigny (en part)
- Bondy
- Les Pavillons-sous-Bois